# Jericho (Arkansas)
Jericho – miasto w Stanach Zjednoczonych, w stanie Arkansas, w hrabstwie Crittenden.